# انحراف شست خیاط
انحراف خیاط که با القاب‌های دیجیتوس کوینتوس واروس یا قیچی نیز مشهور می‌باشد، حالتی است که در نتیجه درد استخوان پنجم شکسته در پایه انگشت کوچک پا تشکیل می‌گردد.
بیشتر با سوزش، درد و کبودی انگشت کوچک پا دیده می‌شود.
بیشتر بونیون خیاطی به علت اسکلت مکانیکی خراب پا تشکیل می‌شود. استخوان شکسته پنجم کف پا شروع به بیرون آمدن می‌کند، در حالی که انگشت کوچک پا در قسمت داخل مشغول حرکت است. این تغییر هموار باعث تشکیل دادن گسترده‌ای در قسمت بیرونی پا می‌گردد.
اغلب همانند انحراف شست می‌باشد. به این علت که در قرن‌های پیشین خیاط‌ها به شکل ۴زانو بر زمین می‌نشستند، و آن نشستن را نشستن خیاطی می‌گفتند و فکر می‌کردند این برآمدگی در سمت بیرونی پا تشکیل می‌شود.
بیماران با پیشه درد بونیون حاشیه ای، پینه کف پا و دردی که با پوشیدن کفش گرفته زیاد می‌شود رجوع می‌کنند. تحقیقات نمایان کرده‌اند که کفش پوشیدن تنگ می‌تواند باعث تشکیل بونیون و همچنین خیاط گردد.

## تشخیص
انحراف شست خیاط به راحتی درک می‌شود چون ورم از دیدگاه دیداری دیده می‌شود. ممکن است برای کمک به جراح در تشخیص شدت ناهماهنگی اشعه ایکس تجویز گردد.

## ناهنجاری‌های کوچک انگشت پا باعث افتادن آن انگشت می‌شود
۵ تحقیق مرتبط میان به زمین افتادن و بی نظمی‌های پا را کاوش کردند. مرتبط مفهومی میان به زمین افتادن و نوع پوشش کف پا، میخچه یا انحراف شست و بدظاهری کمتر انگشت‌های پا (همانند انحراف شست‌های خیاط) پیدا شد. نتیجه این تحقیقات نمایان گر این می‌باشد که «افراد پیر تری که بر زمین‌می‌خوردند اغلب در موضع درد پا، انحراف شست و بد ظاهری کمتر انگشت‌های پا بودند».